# Kizia i Mizia
Kizia i Mizia (Hrkalka a Korálka) – czesko-słowacki serial animowany z 1979 roku w reżyserii Milana Horvatoviča.

## Wersja polska
- Reżyseria: Iza Falewicz
- Tekst: Maria Etienne
- Dźwięk: Alina Hojnacka
- Montaż: Danuta Sierant
- Kierownictwo produkcji: Wojciech Rakowski

Źródło:

## Lista odcinków
- 1 – Na łące (Na jarnej lúke)
- 2 – Zwierciadło (Pred zrkadlom)
- 3 – Z wizytą (Na návšteve)
- 4 – Nie rób drugiemu co tobie nie miłe (Na kolotoči)
- 5 – U szewca (V cizmara)
- 6 – Przyjęcie (Medzi priateľmi)
- 7 – W cyrku (V cirkuse)